# I’d Know You Anywhere
I’d Know You Anywhere ist ein Lied, das für die Filmkomödie You’ll Find Out aus dem Jahr 1940 von Jimmy McHugh komponiert und von Johnny Mercer getextet wurde. Gesungen wird der Song im Film von Ginny Simms, begleitet von Kay Kyser und seinem Orchester.

## Hintergrund
In You’ll Find Out werden die Mitglieder eines Orchesters engagiert, um am Geburtstag einer jungen reichen Erbin aufzuspielen. In der Folge decken sie eine Verschwörung gegen die junge Frau auf. Ginny Simms spielte sich im Film selbst, ebenso wie Kay Kyser.
1941 war I’d Know You Anywhere in der Kategorie „Bester Song“ für einen Oscar nominiert. Die Auszeichnung ging jedoch an Leigh Harline und Ned Washington für ihr Lied When You Wish upon a Star aus dem Zeichentrickfilm Pinocchio.

## Coverversionen
Frank Sinatra sang den Song auf seinem Album For You. 1941 erschien bei Decca eine Version des Songs von Bing Crosby. Auch das Duo Ashford & Simpson coverte I’d Know You Anywhere, ebenso wie der Countrysänger Justin Tubb.  Der Diskograf Tom Lord listet elf Versionen des Songs,  von Richard Himber, Bob Crosby, Tommy Dorsey, Gene Krupa and His Orchestra, Glenn Miller, Les Brown, Dick Collins, Sylvia Pierce und zuletzt von Irene Kral/Herb Pomeroy (1957).